# The Petal on the Current
The Petal on the Current é um filme mudo norte-americano de 1919, do gênero drama, dirigido por Tod Browning.

## Elenco
- Mary MacLaren - Stella Schump
- Gertrude Claire - Mãe de Stella
- Fritzi Ridgeway - Cora Kinealy (creditado como Fritzie Ridgeway)
- Robert Anderson - John Gilley
- Beatrice Burnham - Gertie Cobb
- Victor Potel - Skinny Flint
- David Butler - Ed Kinealy
- Yvette Mitchell (não creditada)
- Janet Sully (não creditada)